# Домикан (станция)
Домика́н — станция (населённый пункт) в Архаринском районе Амурской области, входит в состав Черниговского сельсовета.

## География
Станция Домикан стоит вблизи левого берега реки Домикан (левый приток реки Бурея).
Станция Домикан находится на автодороге областного значения «Архара — село Домикан», расстояние до административного центра Черниговского сельсовета села Черниговка (на юг) — 4 км, расстояние до Архары (через Черниговку) — 30 км.
На восток от станции Домикан идёт дорога к селу Новодомикан и выезд на автотрассу «Амур».

## Население
| 2002 | 2010 | 2012 | 2013 | 2014 | 2015 | 2016 |
| ---- | ---- | ---- | ---- | ---- | ---- | ---- |
| 84   | ↘58  | →58  | →58  | ↘56  | ↗58  | →58  |
| 2017 | 2018 |      |      |      |      |      |
| ↗59  | →59  |      |      |      |      |      |

## Улицы
- пер. Железнодорожный,
- ул. Нижняя,
- ул. Центральная.

## Инфраструктура
Станция Забайкальской железной дороги.